# The Mud Bowl
(Bud Grant, 26 dicembre 1977)
Mud Bowl è il soprannome dell'incontro di football americano valevole per gli NFC Divisional Playoff della stagione NFL 1977, disputatosi il 26 dicembre 1977 a Los Angeles, nello Stato della California (Stati Uniti d'America), tra i Los Angeles Rams padroni di casa e gli ospiti Minnesota Vikings e deve tale nome alle condizioni fangose del campo da gioco causate dalle abbondanti piogge dei giorni precedenti.

## Premesse
A cavallo tra la fine degli anni '60 e la fine degli anni '70, i Los Angeles Rams ebbero nei Minnesota Vikings la loro autentica bestia nera che sistematicamente gli impediva di giungere al Super Bowl: i gialloblu infatti dal primo incontro di playoff con i Vikings risalente al 1969, rimediarono solo sconfitte in post-season contro i ragazzi di coach Grant (3 per la precisione nel 1969, 1974 e 1976), dovute, oltre che alla bravura dell'avversario, anche al gelo del Minnesota che loro, provenienti dalla calda California, proprio non digerivano. I Vikings infatti in quel lasso di tempo erano all'apice della loro forza e chiudevano quasi sempre la stagione regolare col miglior punteggio della National Football Conference, il che permetteva loro di guadagnarsi la finale del Super Bowl giocando in casa nel loro temutissimo Metropolitan Stadium in cui per l'appunto le temperature sotto zero facevano la differenza e l'attitudine dei padroni di casa a giocare sotto tali temperature contribuiva a rendere più ardua l'impresa degli ospiti.
Nel divisional playoff del 1977 invece al ruolo di underdog erano relegati i Vikings (erano dati dai bookmakers 9,5 a 1), oramai al canto del cigno dopo quasi un decennio costantemente ai piani alti dell'NFL, con ben 4 finali di Super Bowl all'attivo tutte perse, che aveva però logorato gli oramai non più giovani ragazzi di coach Grant. Se a ciò poi si aggiunge il fatto che in virtù del loro 9-5-0 non avevano neanche il vantaggio del campo che spettava invece ai Rams, capaci durante la stagione di fare meglio con un 10-4-0, che già durante la stagione avevano subito una pesante sconfitta per 3-35 in casa dei Rams e che non potevano neanche contare sul faro della loro manovra, il quarterback Fran Tarkenton infortunatosi ad una gamba nel mese di novembre, si capisce facilmente come sembrava tutto apparecchiato a che i californiani potessero finalmente aver ragione dei loro ostici avversari. Tuttavia ci pensarono tre giorni di piogge torrenziali a rimescolare le carte, oltre che ovviamente anche il terreno del Los Angeles Memorial Coliseum.

## La partita
Dopo meno di cinque minuti di gioco, gli spettatori già faticavano a distinguere le divise bianche degli ospiti da quelle blu dei padroni di casa che sembravano lenti ed insicuri sul terreno fangoso del Coliseum. Nel 1° quarto i Rams aprirono il match con un possesso che si fermò su una situazione di quarto down&1 con un nulla di fatto. 

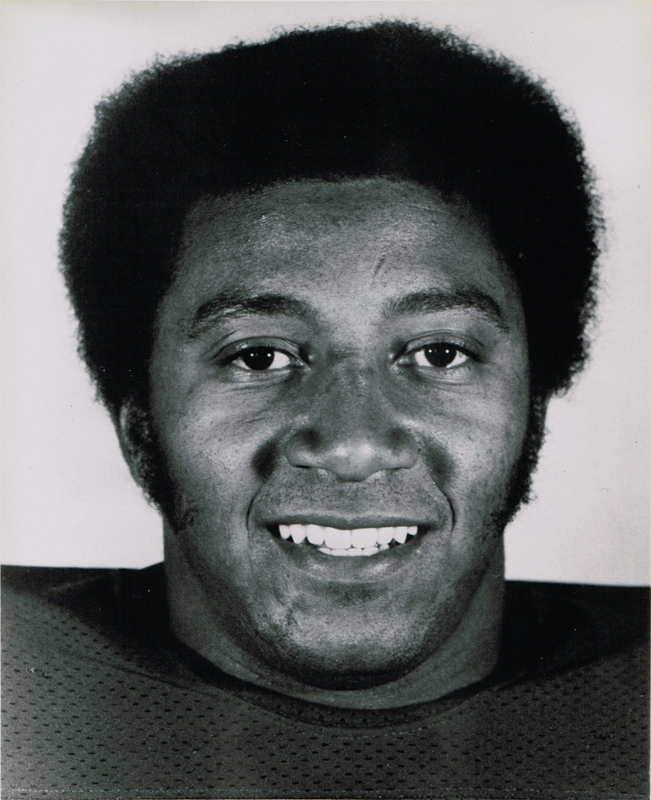
Chuck Foreman, autore del primo touchdown dell'incontro

Nel possesso successivo invece, il quarterback dei Vikings Bob Lee, riserva di Tarkenton, completò 5 passaggi per 57 yard (gli unici messi a segno da parte sua in tutta la partita) guidando un drive da 70 yard coronato da una corsa di 5 yard del running back Chuck Foreman che mise così a segno il primo touchdown dell'incontro a 9'17" dall'inizio della partita. Seguì poi il punto addizionale trasformato dal placekicker Fred Cox per il 7-0 parziale. Già questo in primo drive degli ospiti, come mostrano chiaramente le immagini di repertorio, è possibile notare come il fango influiva non poco sulle azioni di gioco: in situazione di terzo down&3 su passaggio di Lee il running back Robert Miller, dopo aver inizialmente agganciato l'ovale, se lo vide sgusciare dalle mani, commettendo un fumble poi recuperato dai suoi compagni di squadra. 

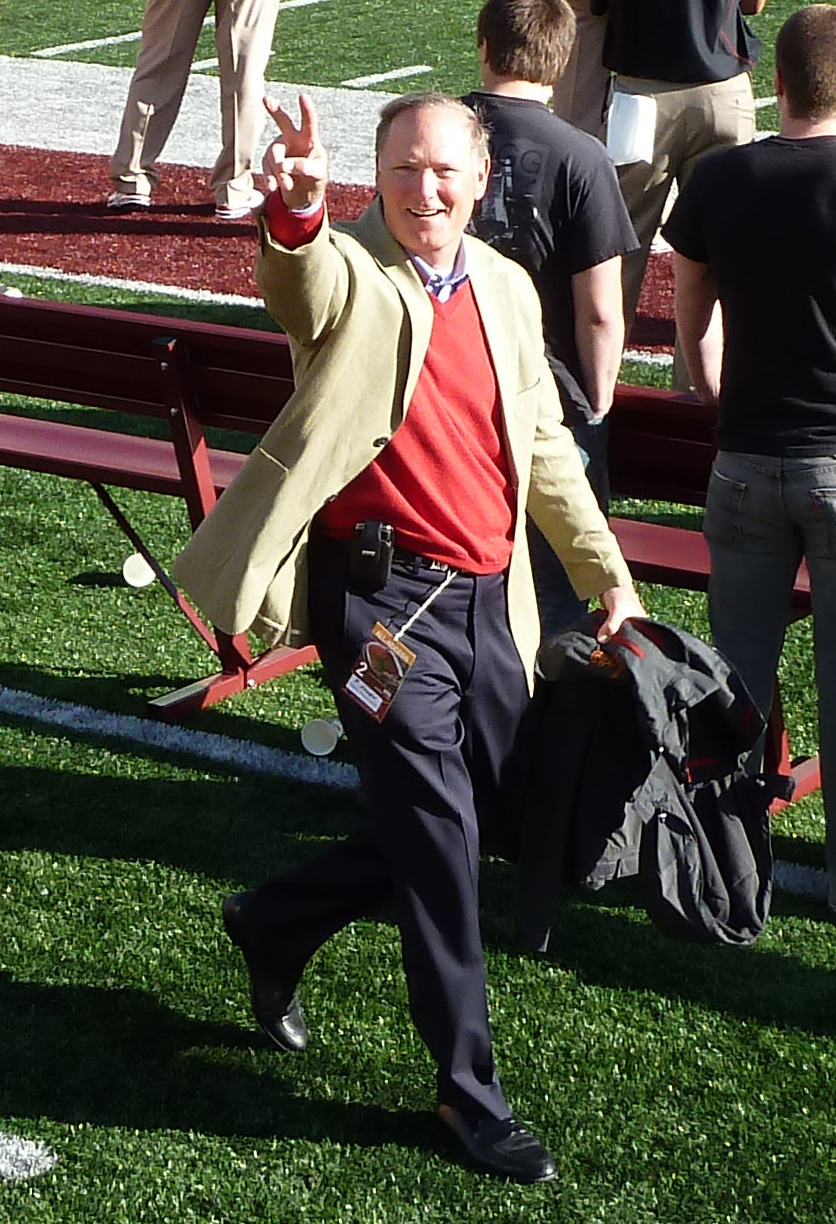
Pat Haden, quarterback dei Rams, subì tre intercetti durante il match

Il 2° quarto invece terminò con un punteggio parziale di 0-0, ma i Rams andarono molto vicini al momentaneo pareggio con il loro quarterback Pat Haden che in una situazione di primo down&5 sulla linea delle 5 yard di Minnesota lanciò un passaggio intercettato in end zone dal cornerback dei Vikings Nate Allen. I padroni di casa fallirono inoltre prima dell'intervallo anche un field goal da 33 yard con il loro kicker Rafael Septien.
Nella ripresa i Vikings ebbero 20'33" di possesso palla a fronte dei 9'27" di possesso dei Rams. Ciò nonostante, i Vikings non riuscirono mai a chiudere la partita, con un Lee capace di lanciare solo 3 passaggi incompleti e puntare tutto sulla corsa date le condizioni del terreno di gioco che andavano via via peggiorando. Non andò meglio ad Haden che fu intercettato altre 2 volte. Il 3° quarto si chiuse con un altro parziale di 0-0 mentre nel 4º ed ultimo quarto la partita esplose in un susseguirsi di colpi di scena. Innanzitutto ad appena 1'01 dall'inizio del quarto, quando i Vikings con una manovra da 40 yard in 10 giocate (tutte rigorosamente su corsa, a sottolineare la difficoltà in cui versava il gioco aereo con quel campo) riuscirono a riandare a touchdown col running back Sammy Johnson (Cox trasformò nuovamente il punto addizionale per il 14-0). Quindi a 5'38" dal termine dell'incontro quando i Rams, giunti nuovamente ad un passo dal touchdown, videro il passaggio del loro quarterback intercettato dal free safety Paul Krause. I ragazzi di coach Knox non si persero d'animo e riuscirono ad accorciare le distanze a 56" dalla fine, con un touchdown trasformato dal receiver Harold Jackson su passaggio da una yard di Haden. Septien trasformando il punto addizionale riportò i Rams a -7 dall'overtime. La situazione sembrava comunque gestibile per i Vikings dato il tempo rimanente sennonché, in un finale al cardiopalma come quello cui le due squadre stavano dando vita, Rod Phillips recuperò un onside kick a 53 secondi dando una flebile speranza al pubblico stipato sugli spalti del Coliseum sotto una pioggia battente. La speranza però se ne andò quando a 7 secondi dal termine dell'incontro Haden, che senza timeout aveva portato i suoi sulla linea delle 30 yard dei Vikings, lanciò verso il proprio tight end Charles Young quello che fu il suo terzo intercetto della partita, agganciato dallo strong safety Jeff Wright.

## Commenti nel post-partita
Chuck Knox: "Le condizioni del campo erano terribili, ma non possiamo dare la colpa al tempo. Non abbiamo scuse. Minnesota ha giocato nel nostro stesso campo. Loro hanno vinto e meritano tutti i tributi."
Pat Haden: "Accetto tutta la colpa. Io non ho eseguito (la manovra d'attacco) e l'attacco non si è mosso."
Bud Grant: "Spero che nevicherà a Dallas." (riferendosi alla finale dell'NFC Championship Game appena conquistata)

## Mud Bowl successivi
Oltre al Mud Bowl nella storia della NFL (bisogna infatti dire che già nel 1950 la finale della 38ª Grey Cup di CFL fu soprannominata Mud Bowl) ci furono altre due partite giocate in condizioni del terreno di gioco tali da guadagnarsi il soprannome di Mud Bowl, entrambe incontri di post-season: il secondo Mud Bowl in ordine cronologico fu l'AFC Championship Game del 1982 disputatosi all'Miami Orange Bowl di Miami tra i New York Jets ed i Miami Dolphins in cui i padroni di casa sconfissero i newyorkesi per 14-0 mentre il terzo fu la sfida degli NFC Divisional Playoff del 1996 tra Green Bay Packers e San Francisco 49ers, giocata al Candlestick Park di San Francisco, vinta invece dagli ospiti per 35-14.

## Tabellino
| Arbitro: | Ben Dreith |

| |            | |
| Bob Lee QB Chuck Foreman RB Robert Miller RB Sammy White WR Ahmad Rashad WR Stu Voigt TE Steve Riley LT Charles Goodrum LG Mick Tingelhoff C Ed White RG Ron Yary RT Carl Eller LDE Doug Sutherland LDT Alan Page RDT Jim Marshall RDE Matt Blair LLB Jeff Siemon MLB Fred McNeill RLB Nate Wright LCB Bobby Bryant RCB Jeff Wright SS Paul Krause FS | Formazioni | QB Pat Haden RB Lawrence McCutcheon FB John Cappelletti WR Billy Waddy WR Harold Jackson TE Terry Nelson LT Doug France LG Tom Mack C Rich Saul RG Greg Horton RT John Williams LDE Jack Youngblood LDT Cody Jones RDT Larry Brooks RDE Fred Dryer LLB Jack Reynolds MLB Jim Youngblood RLB Isiah Robertson LCB Pat Thomas RCB Monte Jackson SS Dave Elmendorf FS Nolan Cromwell |
| Bud Grant | Allenatori | Chuck Knox |